# 国の地方区分

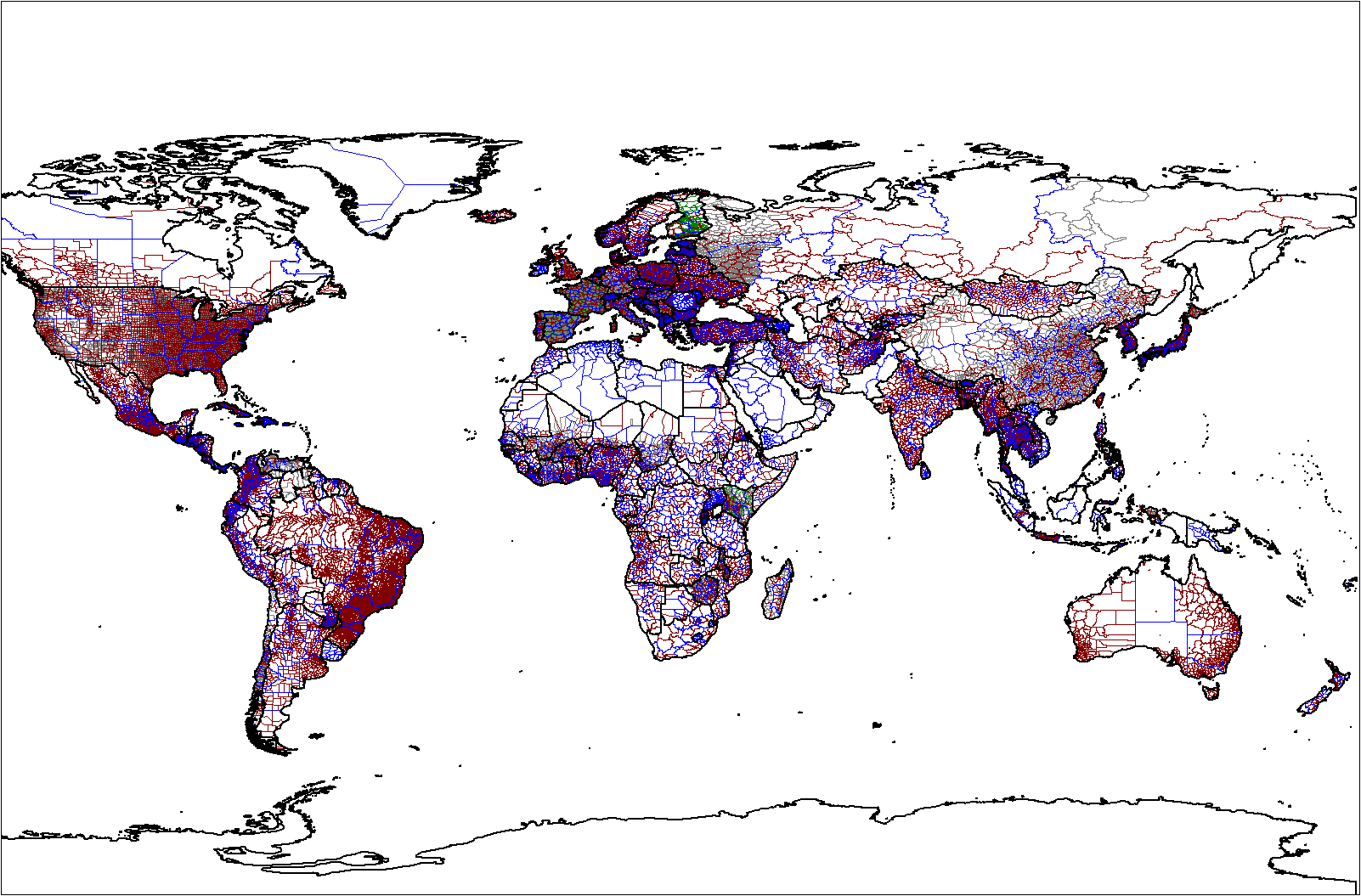
各国の地方区分

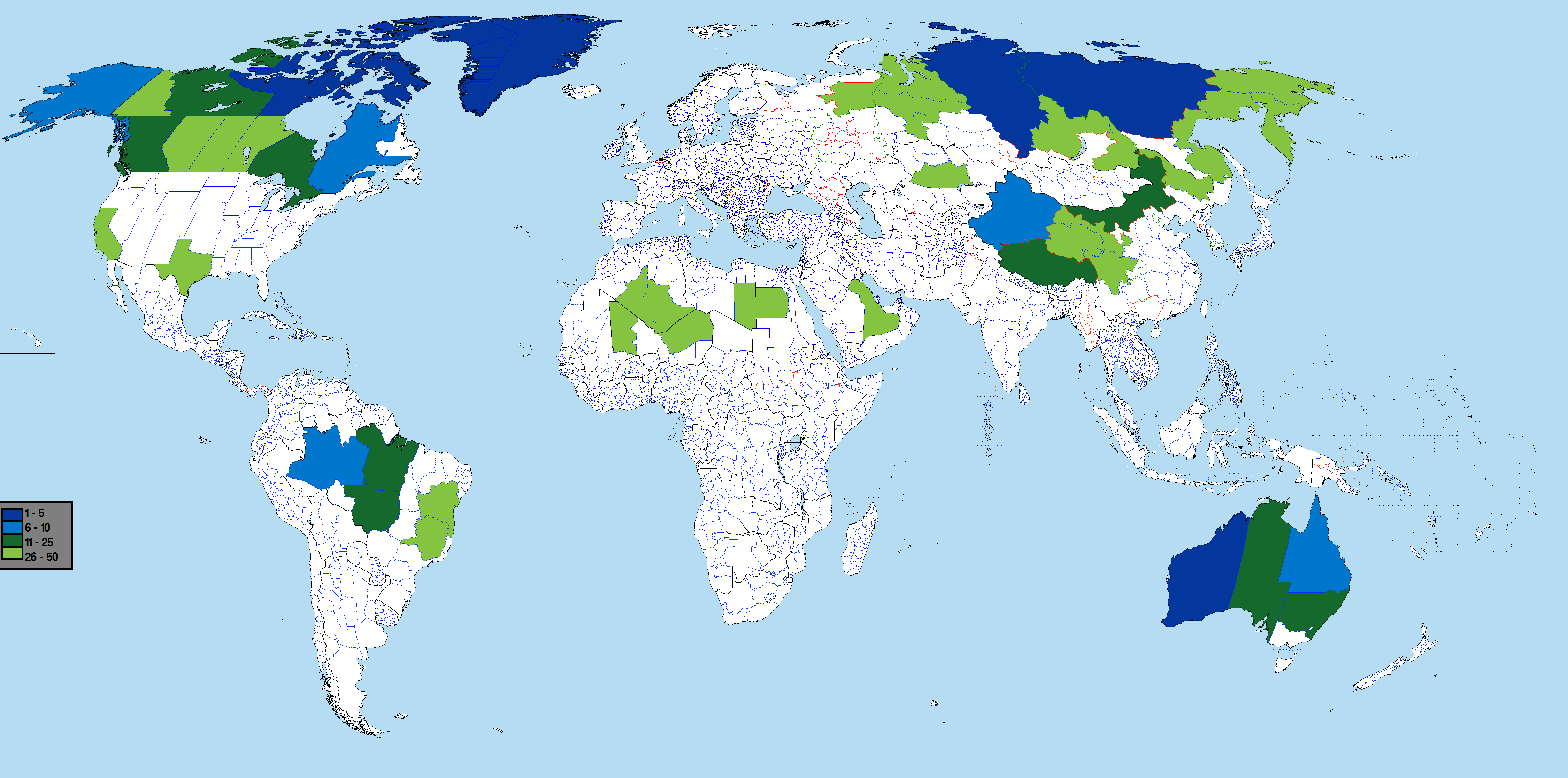
面積順の国の地方区分上位50位

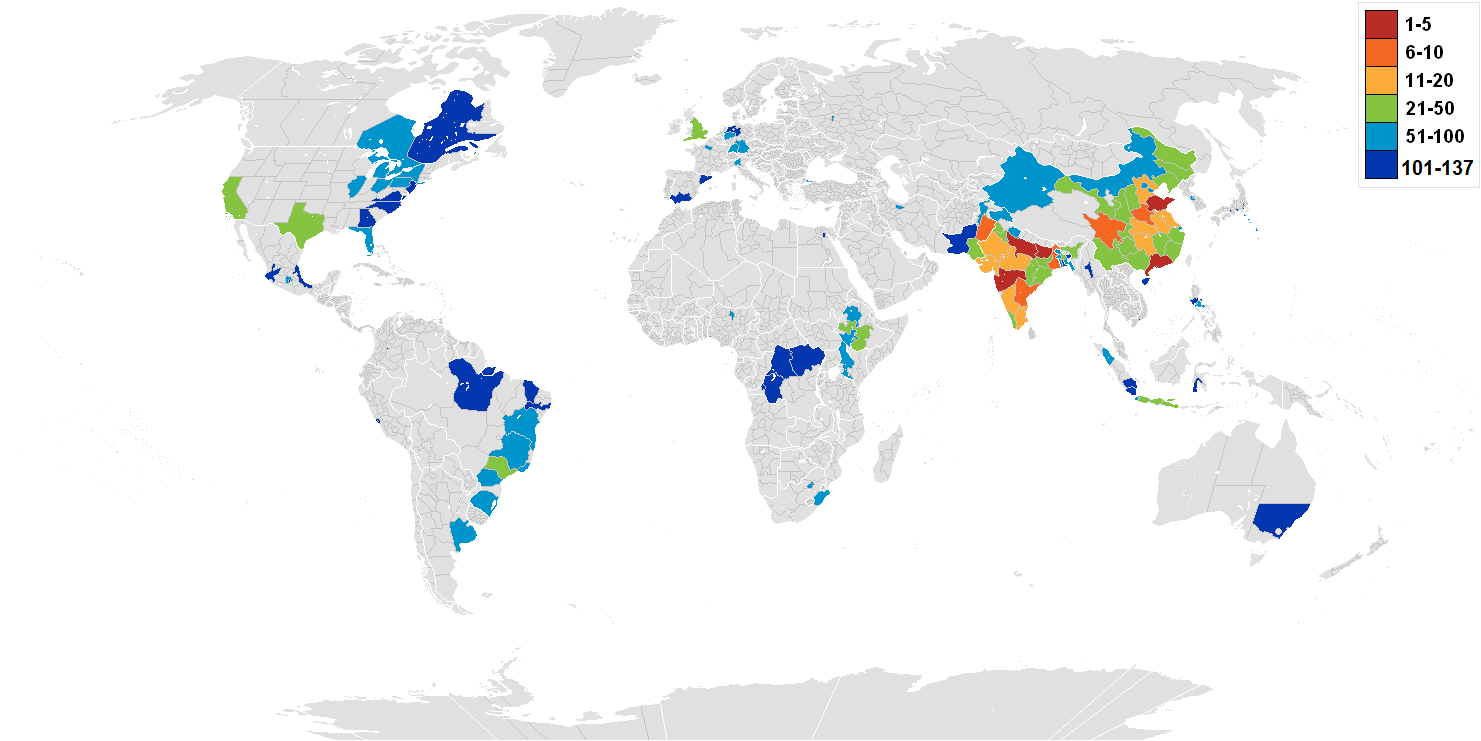
人口順の国の地方区分上位50位

国の地方区分（くにのちほうくぶん）とは、国の地理的な下位区分全般を指し、地理学的な地形や方位によって領域を説明するための地域（地方）や、行政を執行するために国家の領土を細分化した行政区画（都道府県や市町村などの自治体や属領）などのことをいう。流域、砂漠、谷のような地理学的また地形学的な特徴を持つ領域とは異なり、国の地方区分は、事務処理を簡素化するための抽象的な構想である。 国の地方区分には、行政区画、選挙区、国勢調査エリア、地域開発、タイムゾーンなどによる種類がある。

## 行政区画
多くの国々に共通の地方区分に行政区画がある。主要な行政区画として、プロヴィンスや州、県、郡、基礎自治体などがある。

## 選挙区と国勢調査エリア
- 人口統計 - 総務省統計局が実施している統計調査、総務省統計局の世界の統計
- 国勢調査指定地域

## ISO 3166-2
国際標準化機構（ISO）のウェブサイトによると、 国名およびそれに準ずる区域を表現するための地理情報のコードであるISO 3166-2は Country subdivision code であり、そこでは都道府県や州などの主要な国の地方区分を表すために country subdivision という用語が使用されている。

## その他の国の地方区分
その他の国の地方区分は、主に以下のような種類がある。 
- 領域 (国家)、領空、領海、排他的経済水域
- 警備区域、方面隊、航空方面隊、管区警察局 - en:Police precinct、en:Police district、en:Police division
- 都市計画における地域地区 - en:Regional planning、en:Development region
- 学区、アメリカ合衆国の学区 - en:School district
- 特区 - en:Special-purpose district
- タイムゾーン
- 地域、地方、ローカル、エリア